# Aufzugsschacht

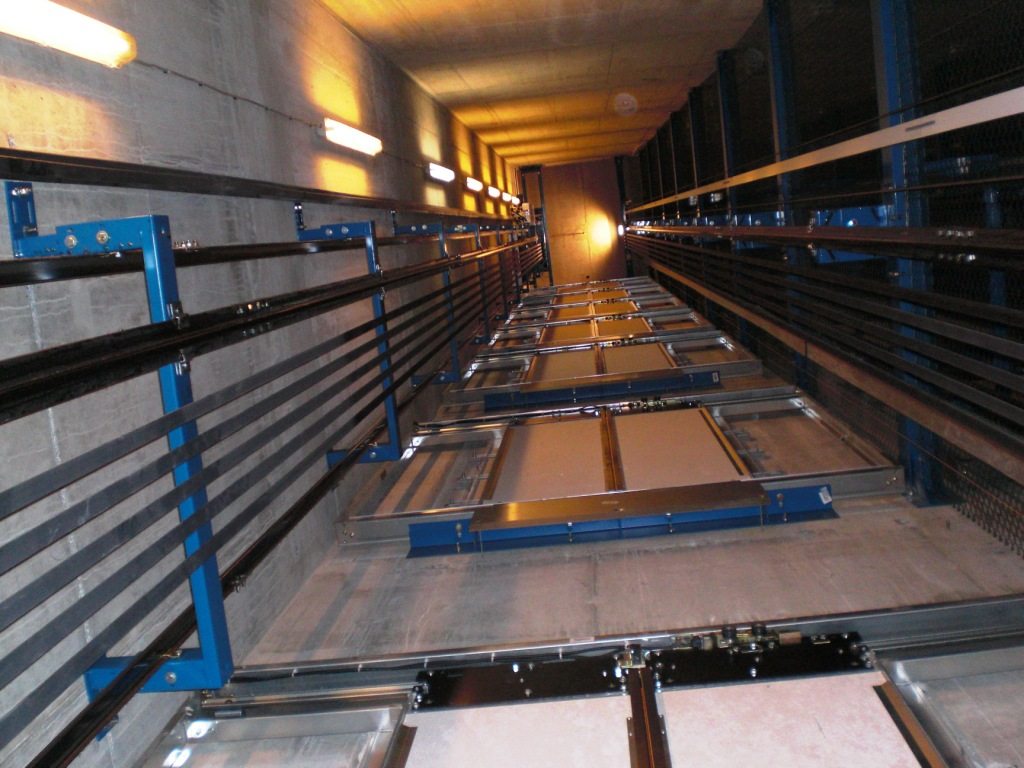
Aufzugschacht

Der Aufzugsschacht (andere Schreibweise: Aufzugschacht, Synonym: Fahrstuhlschacht) ist eine meist geschlossene, viereckige Fahrröhre innerhalb oder außerhalb eines Gebäudes, in dem die Aufzugskabine zum Befördern von Personen oder Gütern auf und ab bewegt wird.

## Beschaffenheit
Der Aufzugschacht wird herkömmlich aus Stahlbeton gegossen und ist meist verschlossen und nur durch die Schachtabschlusstüren der Aufzugsanlage zugänglich. Es werden jedoch auch gemauerte Aufzugschächte hergestellt. 
Der Aufzugschacht mit Treppenhaus bildet meist den statischen Kern eines Gebäudes.
Der Aufzugschacht, auch als Fahrschacht bezeichnet, beinhaltet sämtliche aufzugstechnisch relevanten Komponenten wie Fahrkorb, Führungsschienen für Fahrkorb (Kabine) und Gegengewicht, hydraulische Hubkolben usw. und kann beispielsweise zu Inspektionsgründen beleuchtet werden (fest installierte Schachtbeleuchtung).
Unterhalb der untersten Haltestelle einer Aufzugsanlage befindet sich die Schachtgrube, über der obersten Haltestelle der Schachtkopf. 
Die Tiefe einer Schachtgrube bzw. die Höhe eines Schachtkopfes variiert dementsprechend je nach Ausführung und Zweck einer Aufzugsanlage. Die Schachtgrubentiefe einer konventionellen Personenaufzugsanlage beträgt im Durchschnitt ca. zwischen 1000 mm und 1500 mm. Die Schachtkopfhöhe fällt dagegen meist etwas größer aus.

## Bauweisen
Aufzugsschächte werden auch zunehmend aus architektonischen Gründen in transparenter Bauweise z. B.
verglaste Stahlkonstruktionen, hergestellt und erlauben Einsicht in die Aufzugstechnik und wirken somit offener und freundlicher auf den Fahrgast und die architektonische Umgebung. Auch bei nachträglichem Einbau in bestehende Gebäude ist aus statischen Gründen oft ein Schachtgerüst unerlässlich.
Bei einer Aufzugsanlage mit Treibscheibenantrieb (reiner Seilbetrieb via Motor) befindet sich der Triebwerksraum in der Regel über dem Aufzugschacht, bei einer Anlage mit Hydraulikantrieb (Betrieb via Hydraulikzylinder und Ölaggregat)in der untersten Etage z. B. Keller.
Eine Schachtbelüftung bzw. Schachtentrauchung befindet sich im Schachtkopf einer Anlage, meist in
Form von Öffnungen mit Lüftungsgitter in der Schachtwand.